# Мандіс-Корнер (Пенсільванія)
Мандіс-Корнер (англ. Mundys Corner) — переписна місцевість (CDP) в США, в окрузі Кембрія штату Пенсільванія. Населення — 1532 особи (2020).

## Географія
Мандіс-Корнер розташований за координатами 40°26′35″ пн. ш. 78°49′57″ зх. д. / 40.44306° пн. ш. 78.83250° зх. д. (40.443185, -78.832459).  За даними Бюро перепису населення США в 2010 році переписна місцевість мала площу 16,26 км², уся площа — суходіл.

## Демографія
Згідно з переписом 2010 року, у переписній місцевості мешкала 1651 особа в 681 домогосподарстві у складі 479 родин. Густота населення становила 102 особи/км².  Було 731 помешкання (45/км²).
Расовий склад населення:
| - 99,6 % — білих - 0,1 % — вихідців з тихоокеанських островів |

До двох чи більше рас належало 0,4 %. Частка іспаномовних становила 0,0 % від усіх жителів.
За віковим діапазоном населення розподілялося таким чином: 20,2 % — особи молодші 18 років, 62,6 % — особи у віці 18—64 років, 17,2 % — особи у віці 65 років та старші. Медіана віку мешканця становила 45,8 року. На 100 осіб жіночої статі у переписній місцевості припадало 99,2 чоловіків;  на 100 жінок у віці від 18 років та старших — 97,7 чоловіків також старших 18 років.
Середній дохід на одне домашнє господарство  становив 59 055 доларів США (медіана — 43 050), а середній дохід на одну сім'ю — 65 936 доларів (медіана — 46 974). Медіана доходів становила 39 464 долари для чоловіків та 31 333 долари для жінок. За межею бідності перебувало 12,4 % осіб, у тому числі 17,9 % дітей у віці до 18 років та 12,4 % осіб у віці 65 років та старших.
Цивільне працевлаштоване населення становило 879 осіб. Основні галузі зайнятості: освіта, охорона здоров'я та соціальна допомога — 28,0 %, виробництво — 13,1 %, роздрібна торгівля — 12,2 %.